# Boldklubben 1903
Boldklubben 1903 foi uma equipe dinarmaquesa de futebol com sede em Copenhague, Disputava a primeira divisão da Dinamarca (Campeonato Dinamarquês de Futebol).
Seus jogos foram mandados no B 1903.

## História
O Boldklubben 1903 foi fundado em 02 de Junho de 1903.
Foi extinto em 1992 junto com o Kjøbenhavns Boldklub (KB) para fundar o FC Copenhague.